# Dorsale Ottantacinque Est
La dorsale Ottantacinque Est, conosciuta anche come dorsale 85°E, è una catena montuosa quasi lineare situata nella regione nordorientale dell'Oceano Indiano, così chiamata per la vicinanza al meridiano 85 E a cui è quasi parallela.
La dorsale è una delle due più grandi catene montuose asismiche del Golfo del Bengala (l'altra è la dorsale Novanta Est) e si estende verso sud a partire dal bacino di Mahanadi, a nord, al largo della costa nordorientale dell'India, per poi svoltare a ovest per circa 250 km all'incirca in corrispondenza del parallelo 5°N, a sud-est dello Sri Lanka, e dirigersi di nuovo a sud fino alla montagna sottomarina Afanasy Nikitin, nel Bacino Indiano Centrale.

## Geologia
La dorsale non è mai stata oggetto di trivellazioni, campioni di essa prelevati dalla montagna sottomarina Afanasy Nikitin sono comunque risultati essere composti da rocce ultrafemiche, in particolare da dunite. Studi sismologici effettuati con il metodo della sismica a riflessione hanno mostrato che la morfologia della formazione, inclusa la sua profondità, varia molto lungo la sua estensione e che la dorsale è stata quasi completamente sepolta da sedimenti lì depositatisi sin dall'Oligocene.
Una particolarità della dorsale Ottantacique Est è data dalle sue complesse tracce magnetiche e gravimetriche. La parte settentrionale della dorsale, completamente sepolta sotto lo spesso strato di sedimenti della conoide sottomarina del Bengala, mostra un'anomalia gravimetrica negativa, mentre le strutture meridionali della dorsale, che solo in pochi casi spuntano dai sedimenti sul fondale marino, mostrano un'anomalia gravimetrica positiva. Di particolare complessità, come detto, anche le tracce magnetiche che mostrano un'alternanza di anomalie magnetiche positive e negative.
Il modello magnetico della dorsale suggerisce che essa sia stata formata durante un periodo di rapide inversioni magnetiche laddove la sottostante crosta oceanica si era invece formata durante il periodo magnetico normale (ossia in cui il campo magnetico terrestre era orientato come ai giorni nostri) della super cronozona (detta super in quanto di durata superiore ai 10 milioni di anni) del Cretacico, detto anche "periodo quieto del Cretacico" (in inglese Cretaceous quiet period).
La correlazione tra l'andamento della magnetizzazione lungo la dorsale e l'andamento temporale della polarità geomagnetica suggerisce che il vulcanismo all'origine della dorsale Ottantacinque Est sia iniziato circa 80 milioni di anni fa (cronozona magnetica 33r) nel Bacino di Mahanadi e che il processo sia continuato per circa 25 milioni di anni assieme allo spostamento verso nord del subcontinente indiano, per poi terminare, circa 55 milioni di anni fa, creando la montagna sottomarina Afanasy Nikitin e le montagne a lei vicine. Ad oggi sono state avanzate diverse ipotesi per spiegare l'origine e lo sviluppo della dorsale, una delle quali propone che il vulcanismo di cui sopra sia stato causato da un punto caldo la cui esistenza è stata relativamente breve.